# Grossology (serie de televisión)
Grossology (Grotescología, agentes asquerosos en Hispanoamérica) es una serie animada de origen canadiense, creada por Sylvia Branzei y basada en el libro homónimo creado por la misma Branzei, la serie se estrenó el 13 de enero de 2007 a las 6:00 p. m. en los Estados Unidos y el 16 de junio en Latinoamérica. Se enfocaba en dos hermanos adolescentes que secretamente trabajaban para el gobierno resolviendo crímenes peligrosos basados en hechos científicos.
La serie estaba enfocada a una audiencia de niños entre los 8 años hasta los 16 años de edad, fue transmitida en cadenas infantiles y cadenas televisivas para adolescentes.

## Sinopsis
Ty y Abby Archer son dos hermanos que trabajan para una agencia secreta del gobierno que se encarga de tratar todos los casos y crimines relacionados con el círculo de la vida, siendo estos generalmente grotescos; Ty y Abby deberán enfrentarse y detener a muchos de los criminales que causan estragos asquerosos en la ciudad y detener sus malvados planes en todo momento; Ya sean gases, vómito, pies asquerosos, baba y otras cosas grotescas, Ty y Abby deberán detener esas amenazas y a la vez enfrentar los problemas típicos de la adolescencia y llevar una doble vida en secreto.

## Personajes

### Principales
- Abigail "Abby" Archer: Abby es una adolescente de 15 años (16 en la segunda temporada) que adora lo grotesco, es muy sociable y amigable, es experta en ciencias y una de los mejores miembros que el buró de Grotescología ha tenido, en su vida de civil ella es generalmente motivo de burlas en su escuela dado su rivalidad con Paige. Es interpretada por Krystal Meadows en la versión original y por Mayra Arellano en Latinoamérica.
- Tyler "Ty" Archer: Ty es un joven de 14 años (15 en la segunda temporada), el hermano menor de Abby y el segundo integrante principal del buró de Grotescología, el es muy exagerado, tímido y sarcástico; Esta inmensamente enamorado de Naomi y generalmente sus intentos por conquistarla son interferidos por su vida de Grotescólogo y por los planes de ciertos villanos. Es interpretado por Michael Cohen en la versión original y por Héctor Emmanuel Gómez en Latinoamérica.
- Paul "Rata" Squirfenherder: Rata es un chico que pasa todo el tiempo en el laboratorio del buró de Grotescología, el también es un Grotescólogo pero prefiere no hacer trabajo de campo y generalmente ayuda a Ty y Abby con información y análisis de muestras. Es interpretado por M. Christian Heywood en la versión original y por Christian Strempler en Latinoamérica.
- El Director: Es el director de la organización de Grotescología, le teme a todo los grotesco y casi todo le da mucho asco, siempre roba el crédito de Ty y Abby. Fue interpretado por Paul O'Sullivan en la versión original y por Armando Coria en Latinoamérica.
- Naomi: Naomi es una adolescente común, de la misma edad de Ty, este está enamorado de ella y viceversa, sin embargo ambos son muy tímidos para demostrar su amor; ella es generalmente una víctima de los estragos asquerosos que provocan los villanos de la serie. Es interpretada por Lauren Collins en la versión original y por Diana Pérez en Latinoamérica.
- Paige: Es la presumida, engreída y adinerada compañera de clases de Ty y Abby, generalmente tratando mal y de forma desagradable a los protagonistas de la serie. Es interpretada por Melissa Altro en la versión original y por Mireya Mendoza en Latinoamérica.

### Villanos
- Lance Barro: Es el villano principal de la serie, se trata de un ex Grotescólogo, que se cansó de hacer el bien y decidió hacer el mal, tiene un inmenso grano en su cabeza, su especialidad es causar problemas en el cuerpo humano; una vez provocó una epidemia de Diarrea (que afectó a Abby) y también provocó que Abby envejeciera hasta el punto de casi morir de vejez.
- Insectiva: Anteriormente conocida como Cara Quitina, era una joven amante de insectos aspirante a estudiar entomología, pero al ver como los insectos eran tratados por la ciencia enloqueció y desarrolló un odio por su misma especie y decidió eliminar a la población de mamíferos con ayuda de los insectos para que estos reinen.
- El Sucio Joe: Joe es un hombre albino y extremadamente tonto, adora la suciedad, los malos olores y las pestes, originalmente quiso crear la máxima bomba de olores para apestar la ciudad.
- El Hada Costra: Helena Globina era un reina de belleza que un día sufrió una cortada que trajo como consecuencia que le quedara una pequeña cicatriz, cosa que provocó que huyera y adoptara la identidad del Hada Costra para robar costras en la ciudad y encostrar las concursantes del concurso Señorita Hermosura.
- Flatuleo: Un humano que se adaptó al respirar gases nocivos y flatulencias, generalmente quiere modificar la atmósfera de la Tierra para hacerla rica en gases y así pueda vivir en su mundo perfecto.
- El Chico Podrido: Chester es un joven que intentando crear el Bio-fertilizante perfecto, liberó un parásito en su cuerpo que le da poderes de putrefacción y descomposición. Está enamorado de Abby.
- Keith Van Kobbler: Un jugador de Baloncesto, que creó una línea de zapatos deportivos llamados KBK1 con el fin de contagiar a todo quien los use con pie de atleta y así nadie logre superar sus marcas de baloncesto.
- Federico Folículo: Un bioquímico que trabajaba como barbero, pero no se adaptó a los estilos de peinados actuales por lo cual con sus conocimientos en bioquímica logró que su cabello se comporte como una fibra muscular para moverlo y defenderse; en su aparición inicial quiso dejar calva a la ciudad con su rayo capilar.

- Grossology on Nick Canada (WayBackMachine)

- Datos: Q3109305